# ファンウェルメスケルケン際
ファン ウェルメスケルケン 際（ファン ウェルメスケルケン さい、蘭: Sai van Wermeskerken、1994年6月28日 - ）は、オランダ・マーストリヒト出身のプロサッカー選手。Jリーグ・川崎フロンターレ所属。ポジションはディフェンダー（サイドバック）。

## 来歴

### プロ入り前
オランダ・マーストリヒトにて、オランダ人の父と日本人の母の間に生まれる。2歳の時に一家で渡日、2008年から2013年までの6年間はヴァンフォーレ甲府の下部組織であるヴァンフォーレ八ヶ岳に所属した。
中高一貫の山梨県北杜市立甲陵中学校・高等学校に入学。県内でも有数の進学校で文武両道を志し、学業とともに毎日往復3時間近くかけてヴァンフォーレ甲府ジュニアユースの練習に参加し深夜に帰宅する生活を送っていた。ユース昇格を経て、ヴァンフォーレ甲府のトップチーム昇格の話もあった一方、大学進学を視野にセンター試験を受けていたが、高校卒業後単身でオランダに渡った。

### ドルトレヒト
2013年7月、エールステ・ディヴィジに所属するFCドルトレヒトIIのU-21チームに加入。その後トップチームに昇格し、2015年5月10日に行われたエールディヴィジ第33節・FCトゥウェンテ戦に右サイドバックとしてフル出場した。
ドルトレヒト加入時はアマチュア契約だったが、2015年6月15日、クラブとプロ契約を締結したことを自身のツイッターで明らかにした。2015年11月27日、エールステ・ディヴィジのPSVアイントホーフェンII戦でプロ初ゴールを記録。
チームは翌シーズンから2部に降格したが、主に右サイドバックでレギュラーとして定着。2年間でリーグ戦62試合に出場した。
2016年3月14日、U-23日本代表のメンバー発表でポルトガル遠征に初招集。同25日のU－23メキシコ代表戦でU－23代表デビューを果たし、2－1の勝利に貢献した。その2カ月後の5月に行われた第44回トゥーロン国際大会のU－23代表メンバーにも招集され、全4試合に出場した。

### カンブール
2017年8月21日、オランダ2部のSCカンブール・レーワルデンに移籍。
18-19シーズンはリーグ戦38試合1得点を記録し、エールステ・ディヴィジ年間ベストイレブンにも選出された。

### PECズウォレ
2019年7月9日、エールディヴィジ・PECズウォレに移籍することが発表された。契約期間は2年。

### カンブール（第2期）
2022年8月10日、古巣のSCカンブール・レーワルデンに1年契約で移籍。だがクラブは低迷し2部に降格し、2023年5月31日に退団が発表された。

### NECナイメヘン
2023年10月27日、入団テストを経てNECナイメヘンへ加入することが決定した。

### 川崎フロンターレ
2024年1月21日、Jリーグ・川崎フロンターレへ加入することが決定した。自身の名前にちなみ、背番号は「31」（サ(3)イ(1)）。
2024年2月17日、ヴィッセル神戸と対戦したFUJIFILM SUPER CUP 2024では決勝ゴールを挙げチームのタイトル獲得に貢献した。

## 所属クラブ
ユース経歴
- 2002年 - 2008年  ヴァンフォーレ八ヶ岳（北杜市立高根清里小学校）
- 2008年 - 2011年  ヴァンフォーレ甲府U-15（北杜市立甲陵中学校）
- 2011年 - 2013年  ヴァンフォーレ甲府U-18（北杜市立甲陵高等学校）
- 2013年 - 2015年  FCドルトレヒトII

プロ経歴
- 2015年 - 2017年  FCドルトレヒト
- 2017年 - 2019年  SCカンブール・レーワルデン
- 2019年 - 2022年  PECズウォレ
- 2022年 - 2023年  SCカンブール・レーワルデン
- 2023年 - 2024年  NECナイメヘン
- 2024年 -  川崎フロンターレ

## 個人成績
| 国内大会個人成績 | 国内大会個人成績 | 国内大会個人成績 | 国内大会個人成績 | 国内大会個人成績 | 国内大会個人成績 | 国内大会個人成績 | 国内大会個人成績 | 国内大会個人成績 | 国内大会個人成績 | 国内大会個人成績 | 国内大会個人成績 |
| 年度             | クラブ           | 背番号           | リーグ           | リーグ戦         | リーグ戦         | リーグ杯         | リーグ杯         | オープン杯       | オープン杯       | 期間通算         | 期間通算         |
| 年度             | クラブ           | 背番号           | リーグ           | 出場             | 得点             | 出場             | 得点             | 出場             | 得点             | 出場             | 得点             |
| オランダ         | オランダ         | オランダ         | オランダ         | リーグ戦         | リーグ戦         | リーグ杯         | リーグ杯         | KNVBカップ       | KNVBカップ       | 期間通算         | 期間通算         |
| ---------------- | ---------------- | ---------------- | ---------------- | ---------------- | ---------------- | ---------------- | ---------------- | ---------------- | ---------------- | ---------------- | ---------------- |
| 2014-15          | ドルトレヒト     |                  | エールディヴィジ | 1                | 0                | -                | -                | 0                | 0                | 1                | 0                |
| 2015-16          | ドルトレヒト     |                  | エールステ       | 31               | 1                | -                | -                | 2                | 0                | 33               | 1                |
| 2016-17          | ドルトレヒト     |                  | エールステ       | 31               | 0                | -                | -                | 1                | 0                | 32               | 0                |
| 2017-18          | ドルトレヒト     |                  | エールステ       | 1                | 0                | -                | -                | 0                | 0                | 1                | 0                |
| 2017-18          | カンブール       | 5                | エールステ       | 27               | 0                | -                | -                | 3                | 0                | 30               | 0                |
| 2018-19          | カンブール       | 5                | エールステ       | 38               | 1                | -                | -                | 2                | 1                | 40               | 2                |
| 2019-20          | ズウォレ         | 31               | エールディヴィジ | 18               | 0                | -                | -                | 2                | 0                | 20               | 0                |
| 2020-21          | ズウォレ         | 31               | エールディヴィジ | 22               | 0                | -                | -                | 1                | 0                | 23               | 0                |
| 2021-22          | ズウォレ         | 31               | エールディヴィジ | 7                | 0                | -                | -                | 1                | 0                | 8                | 0                |
| 2022-23          | カンブール       | 24               | エールディヴィジ | 24               | 1                | -                | -                | 1                | 0                | 25               | 1                |
| 2023-24          | NEC              | 15               | エールディヴィジ | 3                | 0                | -                | -                | 3                | 1                | 6                | 1                |
| 日本             | 日本             | 日本             | 日本             | リーグ戦         | リーグ戦         | リーグ杯         | リーグ杯         | 天皇杯           | 天皇杯           | 期間通算         | 期間通算         |
| 2024             | 川崎             | 31               | J1               | 24               | 1                | 3                | 0                | 0                | 0                | 27               | 1                |
| 通算             | オランダ         | オランダ         | エールディヴィジ | 75               | 1                | -                | -                | 8                | 1                | 83               | 2                |
| 通算             | オランダ         | オランダ         | エールステ       | 128              | 2                | -                | -                | 8                | 1                | 136              | 3                |
| 通算             | 日本             | 日本             | J1               | 24               | 1                | 3                | 0                | 0                | 0                | 27               | 1                |
| 総通算           | 総通算           | 総通算           | 総通算           | 227              | 4                | 3                | 0                | 16               | 2                | 246              | 6                |

その他の公式戦
- 2024年
  - FUJIFILM SUPER CUP 1試合1得点

出場歴
- Jリーグ初出場 - 2024年4月20日 J1第9節 vs東京ヴェルディ（Uvanceとどろきスタジアム by Fujitsu）
- Jリーグ初得点 - 2024年11月30日 J1第37節 vs東京ヴェルディ（味の素スタジアム）

## 代表歴
- U-23日本代表
  - 2016年 - トゥーロン国際大会

## タイトル

### クラブ
川崎フロンターレ
- FUJIFILM SUPER CUP：1回（2024年）